# (4714) Toyohiro
(4714) Toyohiro ist ein Asteroid des Hauptgürtels, der am 29. September 1989 von den japanischen Amateurastronomen Tetsuya Fujii und Kazurō Watanabe am Kitami-Observatorium (IAU-Code 400) in der Präfektur Hokkaido entdeckt wurde.
Der Asteroid wurde nach dem japanischen Journalisten und Astronauten Toyohiro Akiyama (* 1942) benannt, der im Dezember 1990 als erster Japaner an Bord von Sojus TM-11 ins Weltall flog und eine Woche auf der Raumstation Mir verbrachte.